# سیگیسمونت یکم پیر
سیگیسموند یکم پیر (لهستانی: Zygmunt I Stary؛ ۱ ژانویه ۱۴۶۷ – ۱ آوریل ۱۵۴۸) پادشاه اهل لهستان بود.
سیگیسموند پادشاه لهستان و دوک بزرگ لیتوانی از ۱۵۰۶ تا مرگش در ۱۵۴۸ و عضو یاگیلون سلسله، پسر کازیمیر چهارم و برادر کوچکتر پادشاهان جان اول آلبرت و الکساندر اول یاگیلون بود. او در تاریخ‌نگاری بعدی به «پیر» ملقب شد تا او را از پسر و جانشینش، سیگیسموند دوم آگوستوس متمایز کند.